# Urup Kirke
Urup Kirke ligger syd for landsbyen Urup ca. 20 km NV for Billund (Region Syddanmark).

## Eksterne kilder og henvisninger
- Urup Kirke hos KortTilKirken.dk
- Urup Kirke i bogværket Danmarks Kirker (udg. af Nationalmuseet)